# Николсон, Шамар
Шама́р Ама́ро Ни́колсон (англ. Shamar Amaro Nicholson; род. 16 марта 1997, Кингстон) — ямайский футболист, нападающий клуба «Тихуана» и сборной Ямайки. Входит в топ-10 лучших бомбардиров в истории сборной Ямайки.

## Клубная карьера

### Ранние годы
Начал заниматься футболом в средней школе Тренчтауна, а позже перебрался в «Бойз Таун» из Кингстона. В 17 лет потерял отца — того застрелили на стадионе во время матча «Бойз Тауна», после чего Николсон не играл в футбол примерно полтора года. В 2014 году начал свою профессиональную карьеру в чемпионате Ямайки. 30 сентября 2014 года забил свой первый мяч в профессиональной карьере в матче против «Хамбл Лайонс» (2:0). В 2015 году проходил просмотр в клубе MLS «Реал Солт-Лейк». В сезоне 2016/17 Шамар занял второе место в списке бомбардиров чемпионата с 15 мячами в 30 матчах. В 2017 году Николсону поступило предложение от «Филадельфии Юнион» из MLS, но подписать контракт так и не удалось. Всего за «Бойз Таун» провёл 75 матчей и забил 28 мячей.

### «Домжале»
В августе 2017 года стал игроком словенского клуба «Домжале». За первые семь месяцев нахождения в клубе, Николсон лишь один раз попал в заявку на матч. Дебютировал за «Домжале» 6 марта 2018 года в матче 21-го тура чемпионата Словении против «Анкарана» (4:0) заменив на 79-й минуте Ловро Бизяка. Свой первый матч в стартовом составе провёл 18 апреля 2018 года в матче 20-го тура чемпионата Словении против «Целе» (1:0), в котором также забил свой первый мяч за клуб. В сезоне 2017/18 начинал матчи в основном на скамейке запасных, проведя 15 матчей и забив 5 мячей. 12 июля 2018 года дебютировал в еврокубках в матче 1-го квалификационного раунда Лиги Европы против «Широки-Бриега» (2:2). В сезоне 2018/19 начал выступать стартовом составе. В ноябре 2018 года Шамар сделал дубли в течение трёх дней в играх против «Олимпии» (4:4) и «Горицы» (3:1). В сезоне 2018/19 провёл 35 матчей во всех турнирах и забил 13 мячей. В сезоне 2019/20 провёл шесть матчей и забил два мяча. Всего за «Домжале» выступал с 2017 по 2019 года, проведя 56 матчей и забив 20 мячей.

### «Шарлеруа»
13 августа 2019 года перешёл в «Шарлеруа», выступающий в чемпионате Бельгии, подписав четырёхлетний контракт. Сумма трансфера составила 1,5 миллиона евро. Дебютировал за клуб 31 августа 2019 года в матче 6-го тура чемпионате Бельгии против «Васланд-Беверена» (4:0), в котором вышел в стартовом составе, а на 59-й минуте забил свой первый мяч за «Шарлеруа». 27 декабря 2019 года оформил дубль в матче 21-го тура чемпионата Бельгии против «Остенде» (5:0). Всего в сезоне 2019/20 провёл за «Шарлеруа» 28 матчей и забил 9 мячей. 30 августа 2020 года забил два мяча в матче 4-го тура чемпионата Бельгии против «Антверпена» (2:0). В сезоне 2020/21 Николсон сыграл 33 из 34 возможных матчей лиги за клуб, в которых забил девять мячей, а также два матча Кубка Бельгии с одним забитым мячом и два отборочных матча Лиги Европы. 28 августа 2021 года оформил хет-трик в матче 6-го тура чемпионата Бельгии против «Беерсхота» (5:2). 5 декабря 2021 года забил два мяча в ворота льежского «Стандарта» (3:0) в матче 17-го тура чемпионата Бельгии. 19 декабря 2021 года в матче 20-го тура чемпионата Бельгии против «Эйпена» (4:0) забил три мяча. В сезоне 2021/22 провёл 18 матчей и забил 13 мячей. Всего за «Шарлеруа» выступал с 2019 по 2021 года и во всех турнирах провёл 83 матча и забил 31 мяч.

### «Спартак» (Москва)
21 декабря 2021 года подписал контракт с московским «Спартаком» до июня 2026 года. Сумма трансфера составила около 10 миллионов евро. Дебютировал за клуб 26 февраля 2022 года в домашнем матче 19-го тура чемпионата России против московского ЦСКА (0:2), выйдя на замену на 69-й минуте вместо Александра Соболева. Первые мячи за «Спартак» забил 2 марта 2022 года в домашнем матче 1/8 финала Кубка России против «Кубани» (6:1), оформив хет-трик. Николсон стал первым спартаковцем, оформившим хет-трик на «Открытие Банк Арене». В чемпионате России первый мяч забил 6 марта 2022 года в гостевом матче 20-го тура против московского «Динамо» (2:0). 10 апреля 2022 года в матче 24-го тура чемпионата России против тульского «Арсенала» (3:0) оформил дубль. 7 мая 2022 года забил два мяча в гостевом матче 28-го тура чемпионата России против «Урала» (3:1), отличившись на 11-й и 26-й минутах. Всего в сезоне 2021/22 провёл за «Спартак» во всех турнирах 16 матчей и забил восемь мячей, также вместе с командой стал обладателем Кубка России. 23 октября 2022 года сделал дубль в матче 14-го тура чемпионата России против «Химок» (5:0), отличившись на 18-й и 63-й минутах. В сезоне 2022/23 провёл за клуб 27 матчей во всех турнирах, в которых забил четыре мяча и стал бронзовым призёром чемпионата России.
1 сентября 2023 года был арендован французским клубом «Клермон» до конца сезона 2023/24 с правом выкупа трансфера. Дебютировал за клуб 17 сентября 2023 года в матче 5-го тура чемпионата Франции против «Нанта» (0:1), выйдя на 62-й минуте встречи. Первый мяч за «Клермон» забил 12 ноября 2023 года в матче 12-го тура чемпионата Франции против «Лорьяна» (1:0), реализовав пенальти на 69-й минуте матча. Всего в сезоне 2023/24 провёл за клуб во всех турнирах 28 матчей, забил четыре мяча и отдал три результативные передачи. «Клермон» по итогам сезона выбыл в Лигу 2, а Николсон вернулся в расположение «Спартака».
Первый матч после возвращения в «Спартак» провёл 31 августа 2024 года во встрече 7-го тура чемпионата России против «Рубина» (1:0), выйдя на 85-й минуте вместо Манфреда Угальде. 19 сентября 2024 года в матче 4-го тура группового этапа Кубка России против самарских «Крыльев Советов» (4:1), Николсон забил за «Спартак» впервые с октября 2022 года, отличившись на 2-й минуте встречи. 5 октября 2024 года оформил дубль в матче 11-го тура чемпионата России против «Ростова» (3:0), отличившись на 34-й и 45-й минутах встречи. 2 февраля 2025 года «Спартак» объявил о расторжении контракта с Николсоном. Всего за клуб он провёл 57 матчей, в которых забил 16 мячей.

### «Тихуана»
5 февраля 2025 года на правах свободного агента заключил контракт с мексиканским клубом «Тихуана». Дебютировал за клуб 9 февраля 2025 года в матче 6-го тура чемпионата Мексики против клуба «Гвадалахара» (1:2), проведя на поле весь матч. Свой первый мяч за «Тихуану» забил 25 февраля 2025 года в матче 9-го тура чемпионата Мексики против клуба «УНАМ Пумас» (4:2), отличившись на 37-й минуте матча, также в этой встрече стал автором двух голевых передач.

## Карьера в сборной
В 2015 году Шамар выступал в составе молодёжной сборной Ямайки на чемпионате КОНКАКАФ, где провёл один матч против молодёжной сборной Гватемалы (0:1).
4 февраля 2017 года Николсон дебютировал в составе сборной Ямайки выйдя на замену на 83-й минуте вместо Кори Берка в товарищеском матче со сборной США (0:1). Летом 2017 года нападающий был включён в заявку своей команды для участия в Золотом кубке КОНКАКАФ, на котором сборная Ямайки стала финалистом, но Шамар ни разу не вышел на поле.
Первый мяч за сборную Ямайки забил 6 июня 2019 года в товарищеском матче против сборной США (1:0). Летом 2019 года был вызван в сборную для участия в Золотом кубке КОНКАКАФ. На этом турнире провёл все пять матчей и забил два мяча. 26 июня 2019 года в матче 3-го тура группового этапа против сборной Кюрасао забил мяч на 14-й минуте, а команды сыграли 1:1. 4 июля 2019 года в полуфинальном матче против сборной США (1:3) на 69-й минуте забил мяч, но этот мяч не помог его команде одолеть соперника.
Летом 2021 года принимал участие в Золотом кубке КОНКАКАФ, проведя четыре матча и забив один мяч в ворота сборной Суринама в матче 1-го тура группового этапа.
21 ноября 2023 года оформил дубль за сборную Ямайки в ответном четвертьфинальном матче Лиги наций КОНКАКАФ против сборной Канады (3:2) и тем самым помог своей сборной выйти в следующую стадию турнира.
12 июня 2024 года вошёл в окончательную заявку сборной Ямайки для участия на Кубке Америки 2024 года.

## Достижения
«Домжале»
- Бронзовый призёр чемпионата Словении (2): 2017/18, 2018/19

«Спартак» (Москва)
- Бронзовый призёр чемпионата России: 2022/23
- Обладатель Кубка России: 2021/22
- Финалист Суперкубка России: 2022

Сборная Ямайки
- Финалист Золотого кубка КОНКАКАФ: 2017
- Финалист Карибского кубка: 2017

## Статистика

### Клубная
| Выступление      | Выступление      | Выступление      | Лига | Лига | Кубки | Кубки | Еврокубки | Еврокубки | Итого | Итого |
| Клуб             | Лига             | Сезон            | Игры | Голы | Игры  | Голы  | Игры      | Голы      | Игры  | Голы  |
| ---------------- | ---------------- | ---------------- | ---- | ---- | ----- | ----- | --------- | --------- | ----- | ----- |
| Бойз Таун        | Премьер-лига     | 2014/15          | 20   | 7    | —     | —     | —         | —         | 20    | 7     |
| Бойз Таун        | Премьер-лига     | 2015/16          | 24   | 6    | —     | —     | —         | —         | 24    | 6     |
| Бойз Таун        | Премьер-лига     | 2016/17          | 31   | 15   | —     | —     | —         | —         | 31    | 15    |
| Бойз Таун        | Итого            | Итого            | 75   | 28   | —     | —     | —         | —         | 75    | 28    |
| Домжале          | Первая лига      | 2017/18          | 15   | 5    | —     | —     | —         | —         | 15    | 5     |
| Домжале          | Первая лига      | 2018/19          | 29   | 13   | 2     | 0     | 4         | 0         | 35    | 13    |
| Домжале          | Первая лига      | 2019/20          | 3    | 0    | —     | —     | 3         | 2         | 6     | 2     |
| Домжале          | Итого            | Итого            | 47   | 18   | 2     | 0     | 7         | 2         | 56    | 20    |
| Шарлеруа         | Лига Жюпилер     | 2019/20          | 25   | 9    | 3     | 0     | —         | —         | 28    | 9     |
| Шарлеруа         | Лига Жюпилер     | 2020/21          | 33   | 9    | 2     | 1     | 2         | 0         | 37    | 10    |
| Шарлеруа         | Лига Жюпилер     | 2021/22          | 18   | 13   | —     | —     | —         | —         | 18    | 13    |
| Шарлеруа         | Итого            | Итого            | 76   | 31   | 5     | 1     | 2         | 0         | 83    | 32    |
| Спартак (Москва) | Премьер-лига     | 2021/22          | 12   | 5    | 4     | 3     | 0         | 0         | 16    | 8     |
| Спартак (Москва) | Премьер-лига     | 2022/23          | 22   | 3    | 5     | 1     | —         | —         | 27    | 4     |
| Спартак (Москва) | Премьер-лига     | 2024/25          | 9    | 3    | 5     | 1     | —         | —         | 14    | 4     |
| Спартак (Москва) | Итого            | Итого            | 43   | 11   | 14    | 5     | 0         | 0         | 57    | 16    |
| → Клермон        | Лига 1           | 2023/24          | 27   | 4    | 2     | 0     | —         | —         | 29    | 4     |
| → Клермон        | Итого            | Итого            | 27   | 4    | 2     | 0     | —         | —         | 29    | 4     |
| Всего за карьеру | Всего за карьеру | Всего за карьеру | 268  | 92   | 23    | 6     | 9         | 2         | 300   | 100   |

### Сборная
| Матчи и голы Шамара Николсона за сборную Ямайки | Матчи и голы Шамара Николсона за сборную Ямайки | Матчи и голы Шамара Николсона за сборную Ямайки | Матчи и голы Шамара Николсона за сборную Ямайки | Матчи и голы Шамара Николсона за сборную Ямайки | Матчи и голы Шамара Николсона за сборную Ямайки | Матчи и голы Шамара Николсона за сборную Ямайки |
| ----------------------------------------------- | ----------------------------------------------- | ----------------------------------------------- | ----------------------------------------------- | ----------------------------------------------- | ----------------------------------------------- | ----------------------------------------------- |
| №                                               | Дата                                            | Оппонент                                        | Счёт                                            | Голы                                            | Соревнование                                    |                                                 |
| 1                                               | 4 февраля 2017                                  | США                                             | 0:1                                             | —                                               | Товарищеский матч                               |                                                 |
| 2                                               | 17 февраля 2017                                 | Гондурас                                        | 1:0                                             | —                                               | Товарищеский матч                               |                                                 |
| 3                                               | 14 июня 2017                                    | Перу                                            | 1:3                                             | —                                               | Товарищеский матч                               |                                                 |
| 4                                               | 14 июня 2017                                    | Французская Гвиана                              | 1:1 (5:3 пен.)                                  | —                                               | Карибский кубок 2017                            |                                                 |
| 5                                               | 26 июня 2017                                    | Кюрасао                                         | 1:2                                             | —                                               | Карибский кубок 2017                            |                                                 |
| 6                                               | 25 августа 2017                                 | Тринидад и Тобаго                               | 2:1                                             | —                                               | Товарищеский матч                               |                                                 |
| 7                                               | 5 июня 2019                                     | США                                             | 1:0                                             | 1                                               | Товарищеский матч                               |                                                 |
| 8                                               | 17 июня 2019                                    | Гондурас                                        | 3:2                                             | —                                               | Золотой кубок КОНКАКАФ 2019                     |                                                 |
| 9                                               | 21 июня 2019                                    | Сальвадор                                       | 0:0                                             | —                                               | Золотой кубок КОНКАКАФ 2019                     |                                                 |
| 10                                              | 25 июня 2019                                    | Кюрасао                                         | 1:1                                             | 1                                               | Золотой кубок КОНКАКАФ 2019                     |                                                 |
| 11                                              | 30 июня 2019                                    | Панама                                          | 1:0                                             | —                                               | Золотой кубок КОНКАКАФ 2019                     |                                                 |
| 12                                              | 3 июля 2019                                     | США                                             | 1:3                                             | 1                                               | Золотой кубок КОНКАКАФ 2019                     |                                                 |
| 13                                              | 7 сентября 2019                                 | Антигуа и Барбуда                               | 6:0                                             | 2                                               | Лига наций КОНКАКАФ 2019/2020                   |                                                 |
| 14                                              | 10 сентября 2019                                | Гайана                                          | 4:0                                             | —                                               | Лига наций КОНКАКАФ 2019/2020                   |                                                 |
| 15                                              | 13 октября 2019                                 | Аруба                                           | 2:0                                             | 1                                               | Лига наций КОНКАКАФ 2019/2020                   |                                                 |
| 16                                              | 16 октября 2019                                 | Аруба                                           | 6:0                                             | 1                                               | Лига наций КОНКАКАФ 2019/2020                   |                                                 |
| 17                                              | 16 ноября 2019                                  | Антигуа и Барбуда                               | 2:0                                             | —                                               | Лига наций КОНКАКАФ 2019/2020                   |                                                 |
| 18                                              | 19 ноября 2019                                  | Гайана                                          | 1:1                                             | —                                               | Лига наций КОНКАКАФ 2019/2020                   |                                                 |
| 19                                              | 13 июля 2021                                    | Суринам                                         | 2:0                                             | 1                                               | Золотой кубок КОНКАКАФ 2021                     |                                                 |
| 20                                              | 17 июля 2021                                    | Гваделупа                                       | 2:1                                             | —                                               | Золотой кубок КОНКАКАФ 2021                     |                                                 |
| 21                                              | 21 июля 2021                                    | Коста-Рика                                      | 0:1                                             | —                                               | Золотой кубок КОНКАКАФ 2021                     |                                                 |
| 22                                              | 26 июля 2021                                    | США                                             | 0:1                                             | —                                               | Золотой кубок КОНКАКАФ 2021                     |                                                 |
| 23                                              | 3 сентября 2021                                 | Мексика                                         | 2:1                                             | 1                                               | Квалификация к ЧМ-2022                          |                                                 |
| 24                                              | 6 сентября 2021                                 | Панама                                          | 0:3                                             | —                                               | Квалификация к ЧМ-2022                          |                                                 |
| 25                                              | 9 сентября 2021                                 | Коста-Рика                                      | 1:1                                             | 1                                               | Квалификация к ЧМ-2022                          |                                                 |
| 26                                              | 8 октября 2021                                  | Коста-Рика                                      | 0:2                                             | —                                               | Квалификация к ЧМ-2022                          |                                                 |
| 27                                              | 11 октября 2021                                 | Канада                                          | 0:0                                             | —                                               | Квалификация к ЧМ-2022                          |                                                 |
| 28                                              | 14 октября 2021                                 | Гондурас                                        | 2:0                                             | —                                               | Квалификация к ЧМ-2022                          |                                                 |
| 29                                              | 13 ноября 2021                                  | Сальвадор                                       | 1:1                                             | —                                               | Квалификация к ЧМ-2022                          |                                                 |
| 30                                              | 7 июня 2022                                     | Суринам                                         | 3:1                                             | —                                               | Лига наций КОНКАКАФ                             |                                                 |
| 31                                              | 14 июня 2022                                    | Мексика                                         | 1:1                                             | —                                               | Лига наций КОНКАКАФ                             |                                                 |
| 32                                              | 28 сентября 2022                                | Аргентина                                       | 0:3                                             | —                                               | Товарищеский матч                               |                                                 |
| 33                                              | 27 марта 2023                                   | Мексика                                         | 2:2                                             | —                                               | Лига наций КОНКАКАФ                             |                                                 |
| 34                                              | 15 июня 2023                                    | Катар                                           | 1:2                                             | 1                                               | Товарищеский матч                               |                                                 |
| 35                                              | 19 июня 2023                                    | Иордания                                        | 1:2                                             | —                                               | Товарищеский матч                               |                                                 |
| 36                                              | 24 июня 2023                                    | США                                             | 1:1                                             | —                                               | Золотой кубок КОНКАКАФ 2023                     |                                                 |
| 37                                              | 28 июня 2023                                    | Тринидад и Тобаго                               | 4:1                                             | —                                               | Золотой кубок КОНКАКАФ 2023                     |                                                 |
| 38                                              | 2 июля 2023                                     | Сент-Китс и Невис                               | 5:0                                             | —                                               | Золотой кубок КОНКАКАФ 2023                     |                                                 |
| 39                                              | 9 июля 2023                                     | Гватемала                                       | 1:0                                             | —                                               | Золотой кубок КОНКАКАФ 2023                     |                                                 |
| 40                                              | 12 июля 2023                                    | Мексика                                         | 0:3                                             | —                                               | Золотой кубок КОНКАКАФ 2023                     |                                                 |
| 41                                              | 8 сентября 2023                                 | Гондурас                                        | 1:0                                             | —                                               | Лига наций КОНКАКАФ                             |                                                 |
| 42                                              | 12 сентября 2023                                | Республика Гаити                                | 2:2                                             | —                                               | Лига наций КОНКАКАФ                             |                                                 |
| 43                                              | 12 октября 2023                                 | Гренада                                         | 4:1                                             | 1                                               | Лига наций КОНКАКАФ                             |                                                 |
| 44                                              | 15 октября 2023                                 | Республика Гаити                                | 3:2                                             | 1                                               | Лига наций КОНКАКАФ                             |                                                 |
| 45                                              | 17 ноября 2023                                  | Канада                                          | 1:2                                             | 1                                               | Лига наций КОНКАКАФ                             |                                                 |
| 46                                              | 21 ноября 2023                                  | Канада                                          | 3:2                                             | 2                                               | Лига наций КОНКАКАФ                             |                                                 |
| 47                                              | 23 марта 2024                                   | Панама                                          | 1:0                                             | —                                               | Лига наций КОНКАКАФ                             |                                                 |
| 48                                              | 5 июня 2024                                     | Доминикана                                      | 1:0                                             | 1                                               | Квалификация к ЧМ-2026                          |                                                 |
| 49                                              | 8 июня 2024                                     | Доминика                                        | 3:2                                             | 2                                               | Квалификация к ЧМ-2026                          |                                                 |
| 50                                              | 23 июня 2024                                    | Мексика                                         | 0:1                                             | —                                               | Кубок Америки 2024. Групповой этап              |                                                 |
| 51                                              | 27 июня 2024                                    | Эквадор                                         | 1:3                                             | —                                               | Кубок Америки 2024. Групповой этап              |                                                 |
| 52                                              | 30 июня 2024                                    | Венесуэла                                       | 0:3                                             | —                                               | Кубок Америки 2024. Групповой этап              |                                                 |
| 53                                              | 6 сентября 2024                                 | Куба                                            | 0:0                                             | —                                               | Лига наций КОНКАКАФ                             |                                                 |
| 54                                              | 10 сентября 2024                                | Гондурас                                        | 2:1                                             | —                                               | Лига наций КОНКАКАФ                             |                                                 |
| 55                                              | 14 ноября 2024                                  | США                                             | 0:1                                             | —                                               | Лига наций КОНКАКАФ. Финальные матчи            |                                                 |
| 56                                              | 18 ноября 2024                                  | США                                             | 2:4                                             | —                                               | Лига наций КОНКАКАФ. Финальные матчи            |                                                 |

Итого: 56 матчей / 19 голов; 27 побед, 11 ничьих, 18 поражений.